# 진남초등학교 (경남)
진남초등학교는 대한민국 경상남도 통영시 미수동에 있는 공립 초등학교이다. 1928년 산양공립보통학교로 문을 열었으며, 교명인 '진남'은 통영의 옛 이름이기도 하다.

## 학교 연혁
- 1928년 9월 1일 산양공립보통학교 설립인가
- 1938년 4월 1일 산양제1공립심상소학교로 개칭[1]
- 1939년 4월 1일 통영제3공립심상소학교 개칭
- 1941년 4월 1일 통영제3공립국민학교 개칭[2]
- 1946년 8월 30일 진남국민학교로 개칭
- 1996년 3월 1일 진남초등학교로 개칭[3]
- 2022년 3월 1일 황종관 교장(제34대) 부임
- 2020년 2월 14일 제89회 졸업식(누적 졸업생:14309명)

## 학교 상징
- 우리 학교 꽃 - 개나리 : 시련과 역경을 이겨내고 꽃과 열매를 피는 생명력을 본받기를 바라는 뜻에서 교화로 지정되었다.
- 우리 학교 나무 - 금목서 : 금목서의 향기가 주위를 물들이듯이 아름다운 사회를 만드는 금목서 같은 어린이로 자라기를 바라는 뜻에서 교목으로 지정되었다.
- 판데목 : 신라시대부터 뱃길로 만들어진 판데목은 학교 교문 앞에 위치하고 있으며, 이를 학교 상징으로 삼고 있다.

## 참고 자료
- 진남초등학교 - 한국교육학술정보원 학교알리미